# Іванківці (Дунаєвецька міська громада)
Іва́нківці — село в Україні, у Дунаєвецькій міській територіальній громаді Кам'янець-Подільського району Хмельницької області.

## Географія
Подільське село Іванківці розкинулось на подільській височині в південно-західній частині України.

## Історія
Перша документальна згадка про Іванківці датується 1653 роком, проте поселення є значно старішим.
З 1991 року в складі незалежної України.
13 серпня 2015 року шляхом об'єднання сільських рад, село увійшло до складу Дунаєвецької міської громади.
17 липня 2020 року, в результаті адміністративно-територіальної реформи та ліквідації Дунаєвецького району, село увійшло до складу Кам'янець-Подільського району.

## Релігія
У селі розташовані церква та костел:
- костел Матері Божої Неустанної Допомоги (РКЦ)[3];
- церква Свято-Покровська (УПЦ МП).

## Населення
1880 року мало 620 мешканців.
2001 року населення становить 755 осіб.
У 2015 році населення становило 623 особи.

### Мова
У селі поширені західноподільська говірка та південноподільська говірка, що відносяться до подільського говору, який належить до південно-західного наріччя.
Розподіл населення за рідною мовою за даними перепису 2001 року:
| Мова                | Відсоток |
| ------------------- | -------- |
| українська          | 94,63 %  |
| російська           | 4,49 %   |
| румунська           | 0,13 %   |
| інші/не визначилися | 0,75 %   |

## Відомі люди

### Народилися
- Стародуб Євген Михайлович (1938—2018) — український вчений у галузі медицини.